# Micropterygium lechleri
Micropterygium lechleri là một loài Rêu trong họ Lepidoziaceae. Loài này được Reimers mô tả khoa học đầu tiên..